# ロッカ (ベルガモ)
ロッカ（イタリア語: Rocca, または Rocca di Bergamo）はイタリアのベルガモ旧市街の丘にある城塞の一つ。

## 歴史
ロッカは、ベルガモがボヘミア王の支配下に入った1331年に、傭兵隊長Guglielmo Castelbarcoにより建設が始まった。その後、ベルガモの支配権がヴィスコンティ家に移っても建設が続けられ、アッツォーネ・ヴィスコンティが領主であった1336年に城塞が完成した。城塞は外敵からの防御だけではなく、ベルガモを統治するための施設としての機能も持つよう造られていた。
15世紀にヴェネツィア共和国の支配地域に組み込まれた後、旧市街を取り囲む城壁と共にロッカも強化された。
1927年から、ロッカはイタリア統一運動（リソルジメント）や両世界大戦の軍事行動を記念する場所として整備され、2004年5月7日に城内にリソルジメントを中心とする19世紀の歴史を展示する歴史博物館が開館した。

## 写真集
ロッカ
- 遠景
- 入口の門
- 公園内の突撃砲 セモヴェンテ da 75/18

## 現地へのアクセス
- ベルガモ駅（英語版） の北北西 約1.6km
- ベルガモ旧市街ケーブルカー 旧市街駅の北東 約200m